# حفص بن الولید بن یوسف الحضرمی
حفص بن الولید بن یوسف الحضرمی (انگلیسی: Hafs ibn al-Walid ibn Yusuf al-Hadrami؛ درگذشته دهه ۷۴۰) فرمانروای مصر در دوران خلافت اموی بود.